# Sibbasjön, Halland
Sibbasjön är en sjö i Laholms kommun i Halland och ingår i Genevadsåns huvudavrinningsområde. Sjöns area är 0,06 kvadratkilometer och den befinner sig 103,4 meter över havet.